# Шведска на Европском првенству у атлетици у дворани 1971.
Шведска је учествовала на 2. Европском првенству у дворани 1971. одржаном у Софијиу, Бугарска, 14. и 15. марта. У другом учешћу на европским првенствима у дворани репрезентацију Шведске представљало је 10 спортиста (7 м и 3 ж) који су се такмичили у 7. дисциплина (4 мушке и 3 женске).
Најуспешнији шведски стлетичар поново је био скакач мотком, Ћел Исаксон са још једном сребрном медаљом.
Са две медаље сребрном и бронзаном Шведска је у укупном пласману делила девето место од 13 земаља које су на овом првенству освојиле медаље, односно 23 земље учеснице. У табели успешности према броју и пласману такмичара који су учествовали у финалним такмичењима (првих 8 такмичара) Шведска је са 4 учесника у финалу са 18 бодова делила 9 место са Мађарском и Италијом. Једино Турска није имала ниједног представника.
| Плас. | Земља   | 1. место | 2. место | 3. место | 4. место | 5. место | 6. место | 7. место | 8. место | Бр. финал. - Бод. |
| ----- | ------- | -------- | -------- | -------- | -------- | -------- | -------- | -------- | -------- | ----------------- |
| 9.    | Шведска | −        | 1 − 7    | 1 − 6    | 1 − 5    | −        | −        | −        | 1 − 1    | 4 − 19            |

## Учесници
| Бр. | Дисциплина   | Мушкарци                    | Жене             | Укупно |
| --- | ------------ | --------------------------- | ---------------- | ------ |
| 1.  | 60 м         |                             | Анели Олсон      | 1      |
| 2.  | 400 м        |                             | Елисабет Рандерс | 1      |
| 3.  | 1.500 м      | Хенри Густафсон Улф Хегберг |                  | 2      |
| 4.  | 60 м препоне |                             | Гунхилд Олсон    | 1      |
| 5.  | Скок увис    | Јан Далгрен Кенет Лундмарк  |                  | 2      |
| 6.  | Скок мотком  | Ћел Исаксон Ханс Лагерквист |                  | 2      |
| 7.  | Бацање кугле | Рики Брух                   |                  | 1      |
|     | Укупно (7)   | 7                           | 3                | 10     |

## Освајачи медаља
- Сребро

1. Ћел Исаксон — Скок мотком
- Бронза

1. Рики Брух — Бацање кугле

## Резултати

### Мушкарци
| Атлетичар       | Дисциплина   | Лични рекорд | Квалификације | Квалификације | Полуфинале | Полуфинале | Финале               | Финале   | Детаљи |
| Атлетичар       | Дисциплина   | Лични рекорд | Резултат      | Место         | Резултат   | Место      | Резултат             | Место    | Детаљи |
| --------------- | ------------ | ------------ | ------------- | ------------- | ---------- | ---------- | -------------------- | -------- | ------ |
| Хенри Густафсон | 1.500 м      |              | 3:52,0        | 3. у гр 1     |            |            | Није се квалификовао | 15. / 24 |        |
| Улф Хегберг     | 1.500 м      |              | 3:46,0        | 1. у гр 4 КВ  | 3:43,2     | 4. / 24    |                      |          |        |
| Јан Далгрен     | скок увис    |              |               |               |            |            | 2,08                 | 12. / 20 |        |
| Кенет Лундмарк  | скок увис    |              | 2,08          | 13. / 20      |            |            |                      |          |        |
| Ћел Исаксон     | скок мотком  |              | 5,35          |               |            |            |                      |          |        |
| Ханс Лагерквист | скок мотком  |              | 4,80          | =7. / 20      |            |            |                      |          |        |
| Рики Брух       | бацање кугле |              | 19,50         |               |            |            |                      |          |        |

### Жене
| Атлетичарка      | Дисциплина   | Лични рекорд | Квалификације | Квалификације | Полуфинале            | Полуфинале            | Финале                | Финале    | Детаљи |
| Атлетичарка      | Дисциплина   | Лични рекорд | Резултат      | Место         | Резултат              | Место                 | Резултат              | Место     | Детаљи |
| ---------------- | ------------ | ------------ | ------------- | ------------- | --------------------- | --------------------- | --------------------- | --------- | ------ |
| Анели Олсон      | 60 м         |              | 7,8           | 6 у гр. 1     | Није се квалификовала | Није се квалификовала | Није се квалификовала | =23. / 24 |        |
| Елисабет Рандерс | 400 м        |              | 55,5          | 2 у гр. 1 КВ  | 57,3                  | 4 у гр. 2             | Није се квалификовала | 8. / 14   |        |
| Гунхилд Олсон    | 60 м препоне |              | 8,7           | 4 у гр. 2     | Није се квалификовала | Није се квалификовала | Није се квалификовала | 17. / 22  |        |

## Биланс медаља Шведске после 2. Европског првенства у дворани 1970—1971.
|     | ЕП     |   |   |   |   |
| 1.  | 1970.  | 0 | 1 | 0 | 1 |
| 2.  | 1971.  | 0 | 1 | 1 | 2 |
| 1—2 | Укупно | 0 | 2 | 1 | 3 |
| --- | ------ | - | - | - | - |

|    | Атлетичар/ка |   |   |   |   |
| 1. | Ћел Исаксон  | 0 | 2 | 0 | 2 |
| -- | ------------ | - | - | - | - |

## Шведски освајачи медаља после 2. Европског првенства 1970—1971.
|    | Атлетичар/ка    | м | ж | ЕП       | Дисциплина |   |   |   |   | УП    |
| -- | --------------- | - | - | -------- | ---------- | - | - | - | - | ----- |
| 1. | Ћел Исаксон (1) | м |   | 1970.    | мотка      |   |   |   |   | = 10. |
| 2. | Ћел Исаксон /2) | м |   | 1971.    | мотка      |   |   |   |   |       |
| 3. | Рики Брух       |   | ж | 1971.    | кугла      |   |   |   |   | 9.    |
|    | Укупно          | 3 | 0 | 1970—72. |            | 0 | 2 | 1 | 3 | 11.   |